# Cruzados
Die Cruzados waren eine Rockband aus Los Angeles, Kalifornien. Sie wurde 1984 von Tito Larriva und den Mitgliedern von The Plugz gegründet. Cruzados spielten Rock mit starken Blueseinflüssen.
Noch vor Release ihres ersten Albums nahm die Band 1983 das Lied Rising Sun mit Bob Dylan auf.
1988 löste sich die Band auf.

## Diskografie (Alben)
- 1985: Cruzados (auch als CD mit 4 Live Bonustracks)
- 1987: After Dark
- 2000: Unreleased Early Recordings (1983 aufgenommen)
- 2008: The Best Of Cruzados 1984-1990
- 2021: She's Automatic